# Drag Race Thailand
Drag Race Thailand est une émission de téléréalité thaïlandaise basée sur la série télévisée américaine RuPaul's Drag Race.
L'émission, présentée par Art Arya et Pangina Heals, est un concours de drag queens au cours de laquelle est sélectionnée la « prochaine grande reine du drag thaïlandais ». Chaque semaine, les candidates sont soumises à différents défis et sont évaluées par un groupe de juges dont font partie des personnalités qui critiquent la progression des participantes et leurs performances.
Le lancement de la série est annoncé le 14 janvier 2018.

## Format

### Mini défi
Le mini défi consiste souvent en une tâche ordonnée aux candidates au début d'un épisode avec des prérequis et des limitations de temps. La ou les gagnantes du mini défi sont parfois récompensées par un cadeau ou un avantage lors du maxi défi. Certains épisodes ne présentent pas de mini défi.

### Maxi défi
Il peut s'agir d'un défi individuel ou d'un défi de groupe. Les thèmes des maxi défis sont très variés, mais sont souvent similaires de saison en saison : les candidates ont souvent pour défi de confectionner une ou plusieurs tenues selon un thème précis, parfois en utilisant des matériaux non conventionnels. D'autres défis se concentrent sur la capacité des candidates à se présenter face à une caméra, à se représenter sur de la musique ou humoristiques.

### Défilé
Après le maxi défi, les candidates défilent sur le podium principal de Drag Race Thailand. Le défilé est composé de la tenue confectionnée par les candidates pour le défi ou d'une tenue au thème assigné aux candidates avant l'émission et annoncé au début de la semaine : cette tenue est généralement amenée au préalable par les candidates et n'est pas préparée dans l'atelier. Contrairement aux autres versions de la franchise Drag Race, l'épreuve du défilé est un défi à part entière : en effet, gagner le maxi défi ne donne pas d'immunité d'élimination et une candidate peut se retrouver en danger d'élimination à cause de sa présentation lors du défilé.

### Lip-syncs
Lors de chaque épisode, les candidates en danger d'élimination doivent faire un playback sur une chanson annoncée au préalable afin d'impressionner les juges. Après la performance, le gagnant du lip-sync, qui reste dans la compétition, est annoncé, tandis que la candidate perdante est éliminée de la compétition.

## Juges deDrag Race Thailand
Après le défi et le défilé de la semaine, les candidates font face à un panel de jurés afin d'entendre les critiques de leur performance. Le jugement se compose de deux parties ; une première partie avec les meilleures et pires candidates de la semaine sur le podium et une deuxième partie de délibérations entre les juges en l'absence des candidates.
| Juge                | Saison     | Saison     | Saison     |
| Juge                | 1          | 2          | 3          |
| ------------------- | ---------- | ---------- | ---------- |
| Pangina Heals       | Principale | Principale | Principale |
| Art Arya            | Principale | Principale | Reccurent  |
| Metinee Kingpayome  | Guest      | Guest      | Reccurent  |
| Niti Chaichitathorn |            |            | Reccurent  |
| Gus Setthachai      |            |            | Reccurent  |

### Juges invités
Des personnalités sont souvent invitées dans le panel des jurés. Leur présence peut avoir un rapport avec le thème du défi de la semaine ou avec la chanson prévue pour le lip-sync de l'épisode.

## Récompenses
Chaque saison, la gagnante de l'émission reçoit une sélection de récompenses.
Saison 1 :
- 500 000 bahts ;
- Une couronne de Fierce Drag Jewels d'une valeur de 250 000 bahts.

Saison 2 :
- 500 000 bahts ;
- Une couronne de Fierce Drag Jewels d'une valeur de 250 000 bahts ;
- Un chèque-cadeau chez Wind Clinic d'une valeur de 100 000 bahts ;
- Un chèque-cadeau de AirAsia d'une valeur de 50 000 bahts.

Saison 3 :
- 650 000 bahts ;
- Un an d’approvisionnement de maquillage chez Anastacia Beverly Hills ;
- Une couronne de Amped Accessories

## Résumé des saisons
| Saison | Date de première diffusion | Date de dernière diffusion | Gagnante        | Seconde(s)                 | Miss Sympathie | Récompenses |
| ------ | -------------------------- | -------------------------- | --------------- | -------------------------- | -------------- | --- |
| 1      | 15 février 2018            | 5 avril 2018               | Natalia Pliacam | Année Maywong Dearis Doll  | B Ella         | - 500 000 bahts - Une couronne de Fierce Drag Jewels d'une valeur de 250 000 bahts |
| 2      | 11 janvier 2019            | 5 avril 2019               | Angele Anang    | Kana Warrior Kandy Zyanide | Maya B'Haro    | - 500 000 bahts ; - Une couronne de Fierce Drag Jewels d'une valeur de 250 000 bahts - Un chèque-cadeau chez Wind Clinic d'une valeur de 100 000 bahts - Un chèque-cadeau de AirAsia d'une valeur de 50 000 bahts |
| 3      | 16 octobre 2024            | 18 décembre 2024           | Frankie Wonga   | Zepee                      | Benze Diva     | - 650 000 bahts - Un an d’approvisionnement de maquillage chez Anastacia Beverly Hills - Une couronne de Amped Accessories                                                                                        |

### Progression des candidates
|                    | Saison 1                  | Saison 2                    | Saison 3                |
| ------------------ | ------------------------- | --------------------------- | ----------------------- |
| Première diffusion | 15 février 2018           | 11 janvier 2019             | 16 octobre 2024         |
| Épisodes           | 8                         | 13                          | 10                      |
|                    |                           |                             |                         |
| Gagnante           | Natalia Pliacam           | Angele Anang                | Frankie Wonga           |
| Seconde(s)         | Année Maywong Dearis Doll | Kana Warrior Kandy Zyanide  | Zepee                   |
| 3e place           | Année Maywong Dearis Doll | Kana Warrior Kandy Zyanide  | Gawdland Spicy Sunshine |
| 4e place           | B Ella                    | Bandit † Vanda Miss Joaquim | Gawdland Spicy Sunshine |
| 5e place           | Amadiva JAJA              | Bandit † Vanda Miss Joaquim | Nane Sphera             |
| 6e place           | Amadiva JAJA              | Srimala                     | Gigi Ferocious          |
| 7e place           | Petchra                   | Tormai                      | Siam Phusri             |
| 8e place           | Morrigan                  | Genie                       | Benze Diva              |
| 9e place           | Bunny Be Fly              | Miss Gimhuay                | Shortgun                |
| 10e place          | Meaning Minaj             | Mocha Diva                  | Kara Might              |
| 11e place          |                           | Maya B'Haro                 | Srirasha Hotsauce       |
| 12e place          | Katy Killer               |                             |                         |
| 13e place          | Silver Sonic              |                             |                         |
| 14e place          | M Stranger Fox            |                             |                         |

 La concurrente a été élue Miss Congeniality.
 La candidate a réintégré la saison après avoir été précédemment éliminée.
 La concurrente a été disqualifiée de la compétition.
 La concurrente a été éliminée lors d'une double élimination.

### Saison 1 (2018)
La première saison de Drag Race Thailand est diffusée pour la première fois sur LINE TV le 15 février 2018. Le casting est composé de dix candidates et est annoncé le 14 janvier 2018.
La gagnante de la saison est Natalia Pliacam, avec comme secondes Année Maywong et Dearis Doll. La Miss Congeniality de la saison est B Ella.

### Saison 2 (2019)
La deuxième saison de Drag Race Thailand est diffusée pour la première fois sur LINE TV le 11 janvier 2019.
La gagnante de la saison est Angele Anang, avec comme secondes Kana Warrior et Kandy Zyanide. La Miss Congeniality de la saison est Maya B'Haro.
Le 26 décembre 2023, la présentatrice Pangina Heals, a annoncé le décès de Bandit morte à l'âge de 38 ans. Plus tard dans la journée, World of Wonder a publié une déclaration à la suite de son décès.

### Saison 3 (2024)
Le 17 octobre 2023, l'émission est renouvelée pour sa troisième saison, et le casting est ouvert 8 au 31 décembre.
La troisième saison de Drag Race Thailand est diffusée pour la première fois sur WOW Presents Plus le 16 octobre 2024